# Neobisium phitosi
Espèce
Neobisium phitosi est une espèce de pseudoscorpions de la famille des Neobisiidae.

## Distribution
Cette espèce est endémique de Zante en Grèce.

## Description
La femelle holotype mesure 3,15 mm.

## Étymologie
Cette espèce est nommée en l'honneur de Dimitrios Phitos.

## Publication originale
- Mahnert, 1973 : Drei neue Neobisiidae (Arachnida: Pseudoscorpiones) von den Ionischen Inseln (Über griechische Pseudoskorpione III). Berichte des Naturwissenschaftlich-Medizinischen Vereins in Innsbruck, vol. 60, p. 27-39 (texte intégral).